# Israel Beitenu
Israel Beitenu (in ebraico ישראל ביתנו, Yisra'el Beiteinu, letteralmente "Israele, casa nostra") è un partito politico israeliano, appartenente all'area della destra nazionalista, sionista e laica, con un marcato anticlericalismo e contro il sionismo religioso e le altre correnti religiose ultraortodosse antisioniste come gli haredim, maggiore di altri partiti di centrodestra, oltre a presentare un antislamismo più marcato.
Il partito, che rappresenta soprattutto gli emigrati dell'ex blocco orientale, ritiene necessaria la fedeltà allo Stato da parte di tutti cittadini e propugna una linea dura nei confronti del terrorismo palestinese.

## Storia
Israel Beitenu, nelle elezioni parlamentari in Israele del 2006, ha ottenuto 11 seggi nella Knesset, uno dei quali è andato a un arabo druso, Hamad Amar. Rimasta fuori dal governo formato nel maggio 2006, ci è entrata nell'ottobre dello stesso anno, con l'appoggio del Primo ministro Ehud Olmert, nonostante le flebili obiezioni del Partito Laburista Israeliano.
Alle elezioni del 2009 è stato il terzo maggior partito israeliano, conquistando 15 seggi; rimane quindi al governo, insieme al Likud del Primo ministro Benjamin Netanyahu, e Lieberman è stato fino al dicembre 2012 ministro degli Esteri, incarico dal quale si è dimesso a causa del suo coinvolgimento in un'inchiesta di carattere penale.
Alle elezioni del 2013 si è federato con il primo partito, il Likud, formando la lista unitaria Likud Beitenu.
Nel novembre 2013 il leader del partito, Avigdor Lieberman dopo essere stato assolto dalla corte giudiziaria di Gerusalemme, per accusa di frode e riciclaggio per cui era imputato nel dicembre scorso è tornato in politica, riprendendo il ruolo di Ministro degli Esteri.
Il partito è poi tornato ad allearsi, oltre che con il Likud, con cui è federato, e i centristi, anche con il partito sionista religioso La Casa Ebraica, pur essendoci una forte differenza di vedute su alcune questioni interne, come l'esenzione dal servizio militare per gli ebrei ultraortodossi.
Alcune divergenze sul conflitto Israele-Gaza del 2014, con il premier Netanyahu, hanno fatto prospettare, da parte di Lieberman (che chiedeva un'azione definitiva e forte contro i fondamentalisti islamici di Hamas, il partito palestinese che governa la Striscia di Gaza), una possibile rottura del patto federativo con il Likud, anche se il Beitenu rimane membro del governo a tutti gli effetti.

## Ideologia
Uno dei suoi fondatori è Avigdor Lieberman, politico di origine sovietica-moldava considerato talvolta estremista dai suoi avversari; già membro del Likud, noto per il suo piano di ritiro dalla Linea Verde, in modo tale che aree come il "Triangolo" (Meshulash in ebraico o Sharon orientale) e il Wadi 'Ara – ceduto dalla Giordania a Israele in seguito agli accordi successivi all'armistizio del 1949 – passino sotto il controllo arabo palestinese, di modo che circa un terzo degli arabi israeliani divengano cittadini palestinesi con uno scambio di territori (piano Lieberman).
Avigdor Lieberman è accusato dagli avversari di essere sostenitore di una sorta di "pulizia etnica" dei cittadini israeliani di etnia araba, anche se in realtà vorrebbe che tale trasferimento fosse volontario. Secondo Beitenu , gli arabo-israeliani dovrebbero perciò essere incoraggiati, con aiuti economici, a riunirsi all'Autorità Nazionale Palestinese, e quindi ai palestinesi stessi.
È stato tacciato di razzismo, per aver sostenuto una proposta di legge contro i matrimoni di israeliani con palestinesi, perché, secondo la visione nazionalista, sarebbe uno strumento usato per aumentare la componente arabo-israeliana e mettere in minoranza gli ebrei: vanificando (secondo gli estremisti) uno degli assunti del Sionismo che vuole che lo Stato ebraico abbia una chiara maggioranza numerica di cittadini israeliti.
Lieberman sostiene attualmente la soluzione dei due stati, per risolvere il conflitto israelo-palestinese, ma vorrebbe che Israele fosse completamente ebraico, mentre lo Stato di Palestina - costituito su Cisgiordania e Striscia di Gaza, ma senza Gerusalemme est e senza smantellare la maggioranza degli insediamenti israeliani - dovrebbe accogliere tutti gli arabi che vivono in Israele, dopo che tutti i partiti politici palestinesi abbiano riconosciuto ufficialmente l'esistenza di Israele.
In alternativa appoggia la soluzione a uno stato uninazionale con l'opzione giordana, cioè il trasferimento dei palestinesi in Giordania, riconosciuto loro Stato, con la cessione di alcuni territori cisgiordani al regno hascemita, nell'ambito del cosiddetto Piano Lieberman.
Il partito è noto anche per il suo favore nei confronti dei Drusi, popolazione araba che accetta Israele e che serve nelle Forze di Difesa Israeliane. La religione drusa è considerata un'eresia dell'Islam, dalla maggior parte dei musulmani.

## Risultati elettorali
| Elezioni       | Voti                         | %                            | Seggi    | +/-     |
| -------------- | ---------------------------- | ---------------------------- | -------- | ------- |
| 1999           | 86.153                       | 2.60                         | 4 / 120  | -       |
| 2003           | Νella lista Unione Nazionale | Νella lista Unione Nazionale | 3 / 120  | 1       |
| 2006           | 281.880                      | 8.99                         | 11 / 120 | 8       |
| 2009           | 394.577                      | 11.70                        | 15 / 120 | 4       |
| 2013           | Νella lista Likud Beitenu    | Νella lista Likud Beitenu    | 11 / 120 | 4       |
| 2015           | 214.906                      | 5.11                         | 6 / 120  | 7       |
| Aprile 2019    | 173.004                      | 4.01                         | 5 / 120  | 1       |
| Settembre 2019 | 310.154                      | 6.99                         | 8 / 120  | 3       |
| 2020           | 263.365                      | 5.74                         | 7 / 120  | 1       |
| 2021           | 248.370                      | 5.63                         | 7 / 120  | Stabile |
| 2022           | 213.655                      | 4.49                         | 6 / 120  | 1       |